# Herrmann Jungraithmayr
Herrmann Rudolf Jungraithmayr (* 7. Mai 1931 in Eferding, Oberösterreich) ist ein österreichischer Afrikanist und Linguist, der sich vor allem mit Afroasiatischen (hamito-semitischen) Sprachen und insbesondere den tschadischen Sprachen befasst hat. Er ist emeritierter Professor der Goethe-Universität Frankfurt am Main, wo er von 1985 bis 1996 den Lehrstuhl für Afrikanische Sprachwissenschaften innehatte. Von 1990 bis 1999 war er Erster Vorsitzender der Deutschen Morgenländischen Gesellschaft.

## Leben
Jungraithmayr studierte Afrikanistik, Ägyptologie und Völkerkunde an den Universitäten Wien (1950–1953) und Hamburg (1953–1956). Prägende Lehrer waren vor allem Wilhelm Czermak (Wien) und Johannes Lukas (Hamburg). Wie Lukas spezialisierte er sich auf die tschadischen Sprachen. Mit Untersuchungen zur Sprache der Tangale in Nordost-Nigerien promovierte Jungraithmayr 1956 in Hamburg zum Dr. phil. Von 1956 bis 1959 war er Dozent am Goethe-Institut Kairo, vor allem an den beiden Gymnasien Orman und Ibrahimiyya. 1957 führte er die deutsche Sprache an der Al-Azhar-Universität ein. Von 1960 bis 1963 war er Wissenschaftlicher Mitarbeiter am Seminar für Afrikanische Sprachen der Universität Hamburg, von 1963 bis 1967 Assistent bei Ernst Dammann an der Philipps-Universität Marburg. Dort habilitierte er sich 1967 mit einer Schrift über die Ron-Sprachen in Nord-Nigeria und lehrte anschließend als Privatdozent. 1968/69 hatte er eine Gastprofessur an der Howard University in Washington, D.C.
Jungraithmayr wurde 1972 als Nachfolger Ernst Dammanns auf die Professur für Afrikanische Sprachen an der Philipps-Universität Marburg berufen. Parallel leitete er von 1978 bis 2002 die Groupe d’Etudes tchadiques im französischen Centre national de la recherche scientifique. Dazwischen war er 1983 als Gastprofessor an der Maiduguri University in Nordost-Nigeria. Im Jahr darauf initiierte er in Paris die Association Méga-Tchad, deren Präsident Jungraithmayr bis 1997 war. 
Von Marburg wechselte er 1985 auf den Lehrstuhl für Afrikanische Sprachwissenschaften an der Johann Wolfgang Goethe-Universität Frankfurt am Main und gründete das Institut für Afrikanische Sprachwissenschaften (heute Institut für Afrikanistik), das er bis zu seiner Pensionierung 1996 als Direktor leitete. Er war 1988 Mitbegründer des Frankfurter DFG-Sonderforschungsbereiches 268 „Kulturentwicklung und Sprachgeschichte im Naturraum westafrikanische Savanne“. Von 1990 bis 1999 amtierte er als Erster Vorsitzender der Deutschen Morgenländischen Gesellschaft.
Herrmann Jungraithmayr ist ein Bruder von Alfred Jungraithmayr.

## Forschungsreisen
- 1958/59: Expedition nach Darfur (Sudan) und Wadai (Tschad), zusammen mit Alfred Jungraithmayr und Franz Ortner, mit Unterstützung der Wennergren Foundation, New York
- 1962: Ein Jahr Feldforschung v. a. in Nordnigeria, als wiss. Mitarbeiter von Johannes Lukas, Hamburg, mit Unterstützung der Deutschen Forschungsgemeinschaft (DFG)
- 1969: Südnigeria und Westkamerun: Sprachaufnahmen im Rahmen des DFG-Projektes Afrika-Kartenwerk
- 1970–1980: Mehrere Reisen in die Republik Tschad zur Dokumentation sudan-hamitosemitischer („tschadischer“) Sprachen (Mubi, Migama, Mokilko etc.)
- 1989–2002: Mehrere Forschungsreisen nach Nordnigeria im Rahmen des DFG-Sonderforschungsbereichs 268: „Kulturwandel und Sprachgeschichte im Naturraum Westafrikanische Savanne“.

## Wissenschaftliches Werk
Die auf mehreren Forschungsreisen erfolgte umfangreiche Dokumentation von im zentralen Abschnitt der Sudanzone (in heutigen Staatsgrenzen der Süden von Niger und Tschad sowie Norden Nigerias und Kameruns) verbreiteten tschadischen Sprachen verfestigte die heute weitgehend akzeptierte These, dass es sich bei diesen Sprachen um den durch die Austrocknung der Sahara in die Sudanregion abgedrängten südwestlichen Zweig des afroasiatischen (hamitosemitischen) Sprachstammes handelt. Die beim Zusammentreffen mit den autochthonen Sprachen eingetretenen Anpassungs- und Vermischungsprozesse stellen nach Jungraithmayr ein wissenschaftlich fruchtbares Feld der Kontaktlinguistik dar. Es hat sich auch herausgestellt, dass sich die sprachgeschichtlich älteren Vertreter der Sprachfamilie im Osten (Osttschad), die jüngeren im Westtschad (Kamerun und Nigeria) befinden. Das lässt sich nach Jungraithmayr etwa daran zeigen, dass das sprachgeschichtlich alte Sprachstrukturelement Ablaut (grammatikalischer Wurzelvokalwechsel, z. B. arabisch kitaab „Buch“: kutub „Bücher“) im Osten stark vertreten ist, im Westen dagegen durch den „Abton“ (Wurzeltonwechsel) ersetzt wird.
Neben diesem rein sprachwissenschaftlichen Aspekt geht es Jungraithmayr auch um die humanistische Dimension seines Wirkens. Die Dokumentation von Sprachen (Lexika, Grammatik, Oralliteratur) der schriftlosen Völker Afrikas schafft den Nachweis eines reichen, kulturellen Erbes, das jeder Afrikaner mit seiner Muttersprache in sich trägt. Nur die Sicht- und Hörbachmachung der differenzierten Sprachstrukturen erbringt den Nachweis für die Qualität eines jahrtausendelang gewachsenen und bewahrten kulturellen Gedächtnisschatzes. Schließlich sieht Jungraithmayr in Afrikas Sprachen auch ein noch lebendiges Denkmal für die innere Kultur einer Welt, die jahrhundertelang den Verbrechen des europäischen und arabischen Sklavenhandels ausgesetzt war.

## Buch-Publikationen (Auswahl)
- Die Ron-Sprachen – Tschadohamitische Studien in Nordnigerien. Eine morphologische Studie. Augustin, Glückstadt 1970: ISBN noch nicht existent
- Märchen aus dem Tschad. Düsseldorf/Köln 1981. ISBN 3-424-00707-2
- Lexique mokilko. Berlin 1990. ISBN 3-496-00558-0
- A Dictionary of the Tangale Language. Berlin 1991. ISBN 3-496-00593-9
- (mit Wilhelm J. G. Möhlig) Lexikon der afrikanistischen Erzählforschung. Köln 1998. ISBN 3-927620-64-5
- Sindi. Tangale Folktales. Berlin 2002. ISBN 3-89645-110-3
- La langue mubi (République du Tchad). Berlin 2013. ISBN 978-3-496-02852-9
- Der perfekte Ton. Stuttgart 2008. ISBN 978-3-515-09207-4
- (mit Wilhelm J. G. Möhlig) Einführung in die Hausa-Sprache. Berlin 1976; 3. Aufl. 1985
- (mit Wilhelm J. G. Möhlig und Anne Storch) Lehrbuch der Hausa-Sprache. Köln 2004. ISBN 3-89645-006-9
- (mit Wilhelm J. G. Möhlig) Lexikon der Afrikanistik. Berlin 1983. ISBN 3-496-00146-1
- (mit D. Ibriszimow) Chadic Lexical Roots, 2 Bände. Berlin 1994. ISBN 3-496-00560-2
- (mit P. I. Diyakal) Lyang Lu. One thousand and one proverbs, idioms and sayings in Mushere (N. Nigeria). Stuttgart 2008. ISBN 978-3-515-09231-9
- Die Dreidimensionalität afrikanischer Sprachen. Marburg 2015, ISBN 978-3-943556-45-2
- (mit Miroslawa Holubavá) The Ngas Language (Shik Ngas). Berlin 2016. ISBN 978-3-496-01555-0
- (mit Marie Ngom) Werkgeheimisse afrikanischer Sprachen. Marburg 2018. ISBN 978-3-943556-78-0

## Audio-Dokumentationen
- Sprachaufnahmen aus Sudan und Tschad, 1958/9, unter anderem zur Daju-Sprache, 13 Tonbänder, archiviert in Frankfurt a. M.
- Sprachaufnahmen aus Nigeria und Tschad, 1962–2004, archiviert im Phonogrammarchiv der Österreichischen Akademie der Wissenschaften unter „Sammlung Herrmann Jungraithmayr 1962–2004“

## Herausgeberschaft
- Chadic Newsletter 1970–1998
- (mit Hans-Jürgen Greschat, Wolf Haenisch und Wilhelm Rau) Marburger Studien zur Afrika- und Asienkunde 1973 ff.
- (mit H.-J. Greschat) Africana Marburgensia 1968–1989
- (mit N. Cyffer und R. Vossen) Westafrikanische Studien 1994 ff.
- Sprache und Oralität in Afrika, 1989–2010

## Mitgliedschaften
- 1972 – Marburger Gelehrten-Gesellschaft (bis 2018 im Vorstand)
- 1978 – Wissenschaftliche Gesellschaft an der Goethe-Universität Frankfurt a. M. (zeitweise Vorstand)
- 1990–1999 Erster Vorsitzender der Deutschen Morgenländischen Gesellschaft (DMG)

## Auszeichnungen
- 1996 Ehrentitel „Mai Yadak“ der Tangale in Nordnigeria
- 2012 Ehrentitel „Mi Sam“ der Mushere in Nordnigeria[1]